# フルーツ (アルバム)
『FRUITS』（フルーツ）は、1996年7月1日に、Epic/Sony Records/M's Factoryから発売された、佐野元春の10枚目のアルバム。

## 概要
初回プレスのみBOXパッケージ仕様。
1994年4月、佐野はバック・バンド「THE HEARTLAND」の解散を発表。同年9月に解散ライブを横浜スタジアムで開催後に、佐野とレコーディングセッションを通じ集まったミュージシャンによる新バンド「INTERNATIONAL HOBO KING BAND」を結成。1996年1月に「INTERNATIONAL HOBO KING TOUR」開催後、レコーディングされ、当アルバムが発売された。
前作までのオリジナルアルバムの中で最も多い全17曲である本作は、元々指向が広い佐野の音楽性に彩られ、2分～3分のポップソングとなっている。

## 収録曲
全作詞・作曲・編曲：佐野元春（特記以外）
1. インターナショナル・ホーボー・キング[注 2] -International Hobo King-[注 3]
2. 楽しい時 -Fun Time-
  - テレビ朝日系『ビートたけしのTVタックル』エンディングテーマ
3. 恋人たちの曳航 -Lovers Sailing-
4. 僕にできることは -Things I Could Do-
5. 天国に続く芝生の丘 -Grass Valley To Heaven-
6. 夏のピースハウスにて（インストゥルメンタル） -At The Peace house In Summer-
編曲：井上鑑・佐野元春
  - インストゥルメンタル楽曲。
7. ヤァ! ソウルボーイ -Yah! Soul Boy-
8. すべてうまくはいかなくても -The Night-
9. 水上バスに乗って -Water Line-
10. 言葉にならない -I Can't Say Anything-
11. 十代の潜水生活 (アルバム・バージョン) -Teenage Submarine-
12. メリーゴーランド  -Mama - Like A Merry-Go-Round-
編曲：ヒロ・ホズミ・佐野元春
13. 経験の唄 -Song Of Experience-
  - 住友生命『愛&愛』CMソング
14. 太陽だけが見えている - 子供たちは大丈夫 -Be twisted - Kids Are Alright-
編曲：ヒロ・ホズミ・佐野元春
  - ボビー・マクファーリンの「Thinkin' About Your Body」がイントロで、デジタル・アンダーグラウンドの「Same Song」が、サンプリングされている[2]。それによる版権の関係上、デジタルダウンロードでは、この曲は配信されていない[3]。
15. 霧の中のダライラマ -DalaiLama-
  - 中国によるチベット侵略やチベット民族に対する人権侵害がテーマとなっており、佐野は「チベット自由と人権の集い」に賛同者として名を連ねている。
16. そこにいてくれてありがとう - R.D.レインに捧ぐ -Thank You For Being There - Dedicated to R.D.Rain-
17. フルーツ - 夏が来るまでには -Fruits - Summe Come We Will-